# 혹성탈출 (2001년 영화)
《혹성탈출》(Planet of the Apes)은 팀 버튼 감독, 마크 월버그, 팀 로스, 헬레나 보넘 카터, 마이클 클라크 덩컨, 폴 지어마티, 에스텔라 워런 주연의 2001년 미국의 SF 영화이다. 혹성탈출 영화 시리즈 가운데 6번째 영화이며 피에르 불의 1963년 동명의 소설과 1968년 영화 내용의 일부를 채택하였다. 지능이 있는 유인원이 거주하는 행성 위에 충돌, 착지한 비행사 레오 데이비드슨의 이야기를 다루고 있다.

## 출연

### 주연
- 마크 월버그 - 캡틴 레오 데이비슨 역
- 팀 로스 - 제너럴 테드 역
- 헬레나 보넘 카터 - 아리 역

### 조연
- 마이클 클라크 덩컨 - 앳타 역
- 크리스 크리스토퍼슨 - 카루비 역
- 에스텔라 워렌 - 대나 역
- 폴 지아마티 - 림보 역
- 케리히로유키 다가와 - 크룰 역
- 데이비드 워너 - 샌다 의원 역
- 에릭 아바리 - 티발 역
- 루카스 엘리엇 에벌 - 번 역
- 에번 파크 - 군나르 역

## 기타
- 원작자: 피에르 불
- 협력프로듀서: 로스 팽거
- 미술: 릭 하인리츠
- 특수분장: 릭 베이커
- 의상: 콜린 앳우드
- 배역: 데니즈 채미언

## 같이 보기
- 혹성탈출 시리즈